# ISO 8601

Giải thích của ISO 8601, cả ba bản mở rộng được hiển thị đều hợp lệ.

ISO 8601 là một tiêu chuẩn quốc tế, được đưa ra bởi Tổ chức tiêu chuẩn hóa quốc tế (ISO) lần đầu tiên năm 1988, mô tả quy cách viết ngày tháng và thời gian theo cách đơn giản nhất mà máy tính có thể hiểu được.
| Thời gian hiện tại viết theo tiêu chuẩn ISO 8601 (thời điểm tải trang này) [] | Thời gian hiện tại viết theo tiêu chuẩn ISO 8601 (thời điểm tải trang này) [] |
| ----------------------------------------------------------------------------- | ----------------------------------------------------------------------------- |
| Ngày:                                                                         | 2025-02-25                                                                    |
| Ngày và giờ phối hợp (UTC):                                                   | 2025-02-25T03:21:27+00:00 2025-02-25T03:21:27Z 20250225T032127Z               |
| Tuần:                                                                         | 2025-W09                                                                      |
| Ngày và số tuần:                                                              | 2025-W09-2                                                                    |
| Số thứ tự ngày:                                                               | 2025-056                                                                      |

Tiêu chuẩn này dựa trên quy tắc cơ bản là sắp xếp để các đại lượng lớn đứng trước, các đại lượng bé đứng sau. Vì năm thì lớn hơn tháng, tháng thì lớn hơn ngày, nên một ngày theo chuẩn này sẽ được viết theo thứ tự sau: Năm-Tháng-Ngày.
Cách viết theo chuẩn ISO cơ bản cho ngày hôm nay sẽ có dạng như sau 2025-02-25.
Thời gian hiện tại (giờ UTC) viết theo chuẩn ISO sẽ có dạng như sau 03:21.
Một đặc điểm của ISO 8601 là nếu sắp xếp các ngày viết theo chuẩn này theo thứ tự bảng chữ cái, chúng sẽ được sắp xếp đúng theo thứ tự thời gian.
Con người cũng có thể sử dụng ISO 8601, nhưng hiện nay cách viết ngày tháng theo chuẩn này này chưa phổ biến trong cuộc sống thường nhật của người dân các quốc gia trên thế giới.